# Conochilus madurai
Conochilus madurai is een raderdiertjessoort uit de familie Conochilidae. De wetenschappelijke naam van deze soort is voor het eerst geldig gepubliceerd in 1966 door Michael.